# 邻鄂镇
邻鄂镇，是中华人民共和国重庆市黔江区下辖的一个乡镇级行政单位。

## 行政区划
邻鄂镇下辖以下地区：
沙子场社区、五马顶社区、艾坪村、高坪村、松林村和邻鄂村。